# Майский сельский округ (Северо-Казахстанская область)
Майский сельский округ (каз. Май ауылдық округі) — административная единица в составе Акжарского района Северо-Казахстанской области Казахстана. Административный центр и единственный населенный пункт — село Майское.
Население — 556 человек (2009, 1119 в 1999, 1846 в 1989).

## История
27 июня 2000 года совместным решением 4 сессии Северо-Казахстанского областного маслихата и акима области образован Майский сельский округ путём выделения его территории из состава Уялинского сельского округа.
Аулы Найзатомар и Жанатурмыс были ликвидированы.

## Состав
| Населенный пункт | Население, человек (1989) | Население, человек (1999) | Население, человек (2009) |
| ---------------- | ------------------------- | ------------------------- | ------------------------- |
| Жанатурмыс, село | 207                       | -                         | -                         |
| Найзатомар, село | 122                       | -                         | -                         |
| Майское, село    | 1517                      | 1119                      | 556                       |